# Steffi Lemke
Pour les articles homonymes, voir Lemke.
Steffi Lemke, née le 19 janvier 1968 à Dessau (en République démocratique allemande), est une femme politique allemande, membre d'Alliance 90/Les Verts.
Elle était ministre fédérale de l'Environnement, de la Protection de la Nature, de la Sécurité nucléaire et de la Protection des consommateurs de 2021 à 2025.

## Biographie
Steffi Lemke est l'une des cofondatrices du Parti Vert en RDA en 1989. Elle est d'abord membre du Bundestag allemand de 1994 à 2002, représentant les districts de Dessau-Roßlau et de Wittenberg. Pendant cette période, elle fait partie de la commission de l'alimentation et de l'agriculture.
De 2002 à 2013, Steffi Lemke a travaillé comme directrice générale du Parti Vert, sous la direction des coprésidents Angelika Beer (2002-2004), Reinhard Bütikofer (2002-2008), Claudia Roth (2004-2013) et Cem Özdemir (2008-2013). À ce titre, elle a dirigé les campagnes de son parti lors de trois élections nationales qui se sont succédé. Fin 2013, elle envisage de se présenter à la direction du parti, mais se retire finalement, laissant la place à Simone Peter.
Depuis les élections de 2013, Steffi Lemke est à nouveau membre du Bundestag allemand, où elle est l'un des quatre cadres dirigeants de son groupe parlementaire, sous la direction des coprésidents du groupe Katrin Göring-Eckardt et Anton Hofreiter, de 2013 à 2021. À ce titre, elle est membre du Conseil des Anciens du Parlement, qui – entre autres fonctions – détermine les points de l'ordre du jour législatif quotidien et désigne les présidents des commissions en fonction de la représentation des partis.
Steffi Lemke est également membre de la commission de l'environnement, de la conservation de la nature et de la sécurité nucléaire. Elle est porte-parole de son groupe parlementaire pour la politique de conservation de la nature. En plus de ses missions en commission, elle fait partie du groupe d'amitié parlementaire allemand pour les relations avec les États d'Amérique centrale.
Lors des négociations visant à former une coalition dite des « feux de circulation » entre les sociaux-démocrates (SPD, les Verts et le FDP) après les élections fédérales de 2021, Steffi Lemke dirige la délégation de son parti au sein du groupe de travail sur la politique environnementale. Les négociations aboutissent à la formation réussie d'un gouvernement et Steffi Lemke prend le poste de ministre de l'Environnement, de la Protection de la nature, de la Sûreté nucléaire et de la Protection des consommateurs dans le nouveau cabinet, sous la direction du chancelier Olaf Scholz.
En avril 2024, le magazine Cicéron avance que des spécialistes du ministère allemand de l'Énergie se seraient prononcés très tôt en faveur d'une prolongation de la durée de vie des réacteurs nucléaires. Néanmoins, selon la correspondance entre employés du ministère révélée par le magazine, au printemps 2022, les hauts fonctionnaires de Robert Habeck et de la ministre fédérale de l'Environnement Steffi Lemke  « ont apparemment ignoré et étouffé les préoccupations de leurs propres experts afin de ne pas mettre en danger la sortie politiquement souhaitée et planifiée de l’énergie nucléaire ». Selon le magazine, « des réseaux influents au sein du Parti Vert ont apparemment manipulé la décision de prolonger les durées d'exploitation des centrales nucléaires allemandes. Les experts du ministère ont été à peine entendus et leurs opinions ont été ignorées ou déformées ». Le ministère des Affaires économiques rejette cette affirmation,.